# Étienne Eustache Bruix

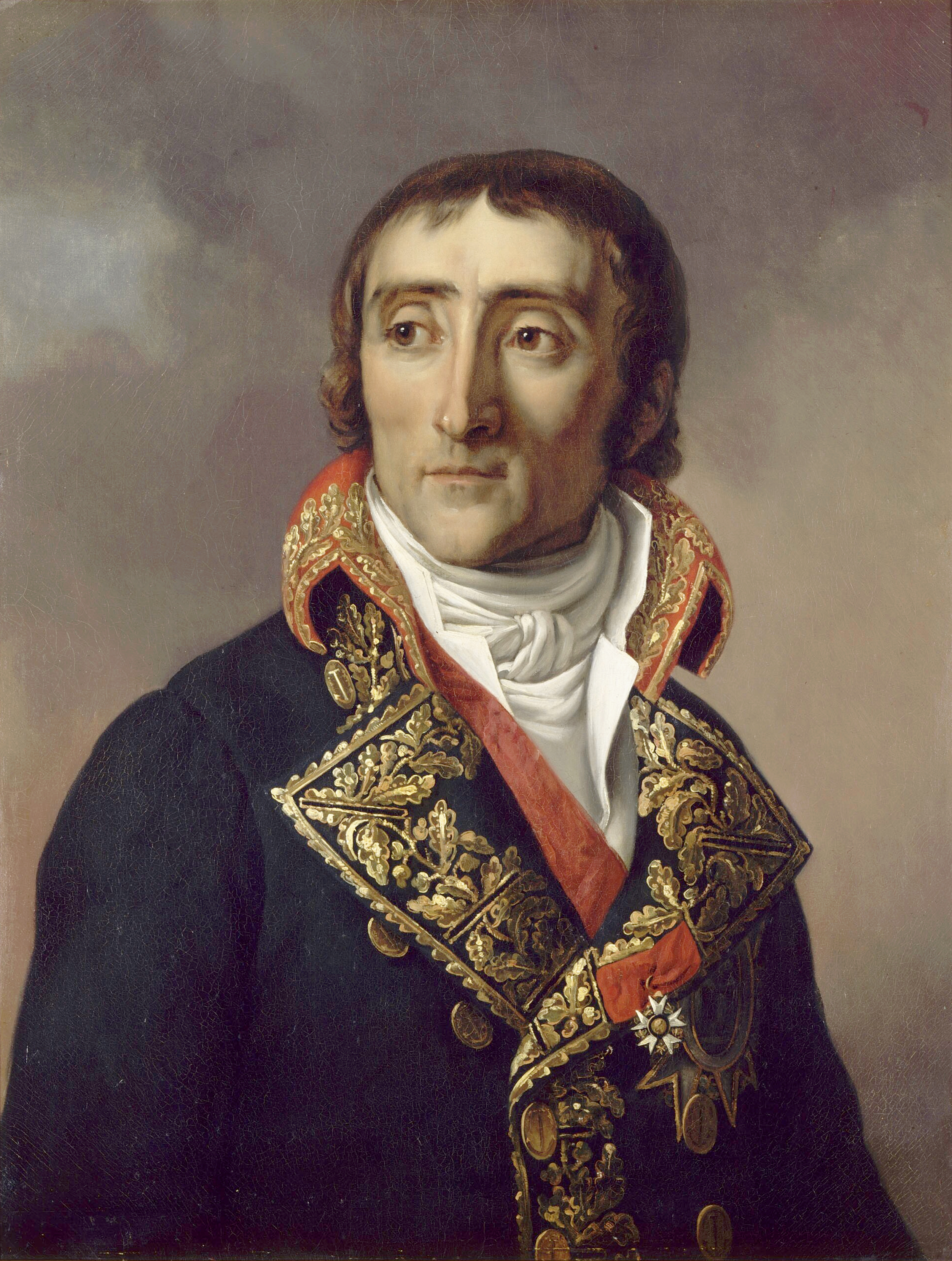
Admiral Étienne Eustache Bruix, Gemälde von Jean-Baptiste Paulin Guérin, 1837

Étienne Eustache Bruix (* 1759 in Fort Dauphin auf Saint-Domingue; † 18. März 1805 in Paris) war ein französischer Marineoffizier und Politiker. Vom 27. April 1798 bis 4. März 1799 bekleidete er das Amt des Ministers der Marine und der Kolonien.

## Biographie

### Herkunft und Jugend
Eustache de Bruix stammte aus einer Familie aus Tursan in der Gascogne, die sich in der französischen Kolonie Saint-Domingue niedergelassen hatte. Mehrere Mitglieder der Familie traten durch den Dienst in den Armeen des Königreichs Frankreich und des Königreichs Spanien hervor. Bruix war der Sohn des Barons und Offiziers Pierre de Bruix und der Marie Madeleine Cavelier de La Garenne. 1776 begab er sich als Freiwilliger auf ein Sklavenschiff unter dem Kommando von Kapitän Jean-François Landolphe und segelte auf der Strecke zwischen Benin und Westindien.
Zwei Jahre später war er Gardemarin und diente unter dem Kommando seines Onkels de Cardaillac auf der Fregatte Le Fox, bevor er auf die Concorde wechselte. Anschließend diente er an Bord der L'Annibal unter dem Kommando von Toussaint-Guillaume Picquet de la Motte.
Während des Amerikanischen Unabhängigkeitskrieges diente er unter den Admiralen de Guichen, d’Estaing, de Grasse und de Vaudreuil. Er wurde zum Fähnrich ernannt und diente bis zum Frieden von Paris 1783 an Bord der L'Auguste. Im folgenden Jahr wurde er zum Kommandanten der Pivert in Santo Domingo ernannt und war zusammen mit Antoine de Puységur für die Erstellung der Karten verantwortlich, die die Küsten und Ausläufer der Insel nachzeichneten.
1789 heiratete er in Brest Gabrielle Richard-Duplessis, Tochter des Kaufmanns Joseph Augustin Richard-Duplessis, und Gabrielle Louise Bertrand, Dame von Keranguen. Sie war die Enkelin des Rektors der Universität Nantes Bonaventure Richard du Plessis und die Schwester des Bürgermeisters Joseph-Augustin Richard-Duplessis.

### Dienst während der Revolution und während des Kaiserreichs

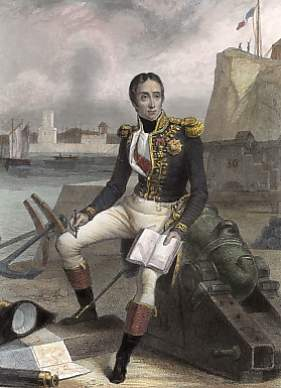
Étienne Eustache Bruix, Stich nach einem Gemälde von E. Charpentier

Zu Beginn der Revolution von 1789 wurde Bruix zum Leutnant zur See befördert und 1791 Mitglied der Académie de Marine. Im selben Jahr übernahm er das Kommando über die Brigg Le Fanfaron, mit der er im Ärmelkanal kreuzte. Ende 1792 war er an Bord der Fregatte Sémillante in Westindien und übernahm am 1. Januar 1793 als Kapitän das Kommando über die Indomptable, bevor er im Oktober 1793 wegen seiner adligen Herkunft abgesetzt wurde.
Er zog sich in die Nähe von Brest zurück und verfasste die Denkschrift Moyens d’approvisionner la marine par les seules productions du territoire français, in der er für die autarke Versorgung der französischen Marine plädierte. Die Schrift wurde von Napoleon Bonaparte gelesen und wertgeschätzt.
1795 wurde er wieder in den Dienst gerufen und erhielt unter dem Marineminister Truguet die Éole als Kommandant, bis er zum Geschwader von Villaret-Joyeuse versetzt wurde. Unter diesem nahm er am 23. Juni 1795 an der Seeschlacht bei der Île de Groix teil.
Während der Irischen Expedition war Bruix stellvertretender Divisionschef unter Admiral Morard de Galles. Der kommandierende General des Unternehmens Lazare Hoche wurde bei dieser Gelegenheit auf ihn aufmerksam und ernannte ihn im Mai 1797 zum Konteradmiral.

### Minister für Marine und Kolonien
Bruix wurde am 28. April 1798 zum Marineminister berufen. In dieser Dienststellung übernahm er selbst das Kommando über die von Brest auslaufende Flotte, die vergeblich versuchte, die Ägyptische Expedition mit Nachschub zu versorgen. Er ließ Nicolas Baudin im Rang eines Kapitäns zur See wieder in die Marine aufnehmen, der sein Stabschef wurde. Am 4. März 1799 gab er das Amt an Charles-Maurice de Talleyrand-Périgord ab. Am 13. März 1799 wurde er zum Vizeadmiral ernannt und war sowohl Eingeweihter als auch Unterstützer des Staatsstreiches des 18. Brumaire VIII am 9. November 1799.
Als im Frühjahr 1800 André Masséna in Genua belagert wurde, begab sich Bruix mit Nicolas Baudin nach Brest, wo die französische Flotte von der Royal Navy blockiert wurde. Von dort aus schiffte er sich auf der Océan ein, musste aber aus Wettergründen und unter dem Druck der Briten umkehren. Nach diesem Einsatz gab Bruix sein Ministeramt ab und übernahm das Kommando über die Flotte, die auf der Île d'Aix in der Mündung der Charente versammelt war und nach Spanien segeln sollte. Letztlich verhinderten aber der Frieden von Amiens sowie Bruix schlechter Gesundheitszustand den Einsatz des Geschwaders.
1801 ernannte ihn Napoleon Bonaparte zum Admiral und im September 1802 zum Staatsrat.

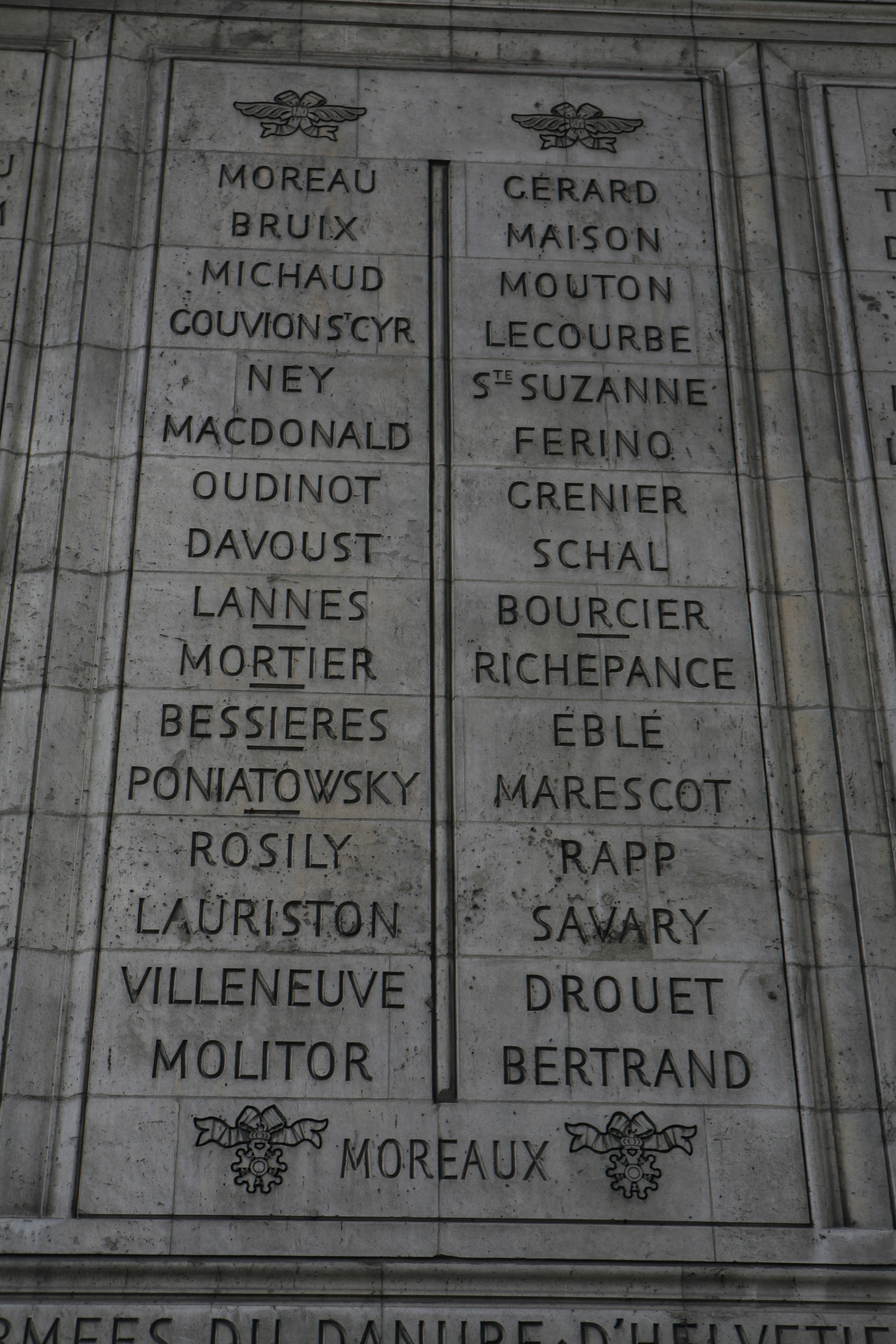
Bruix' Name eingraviert im Ostpfeiler des Arc de Triomphe de l’Étoile

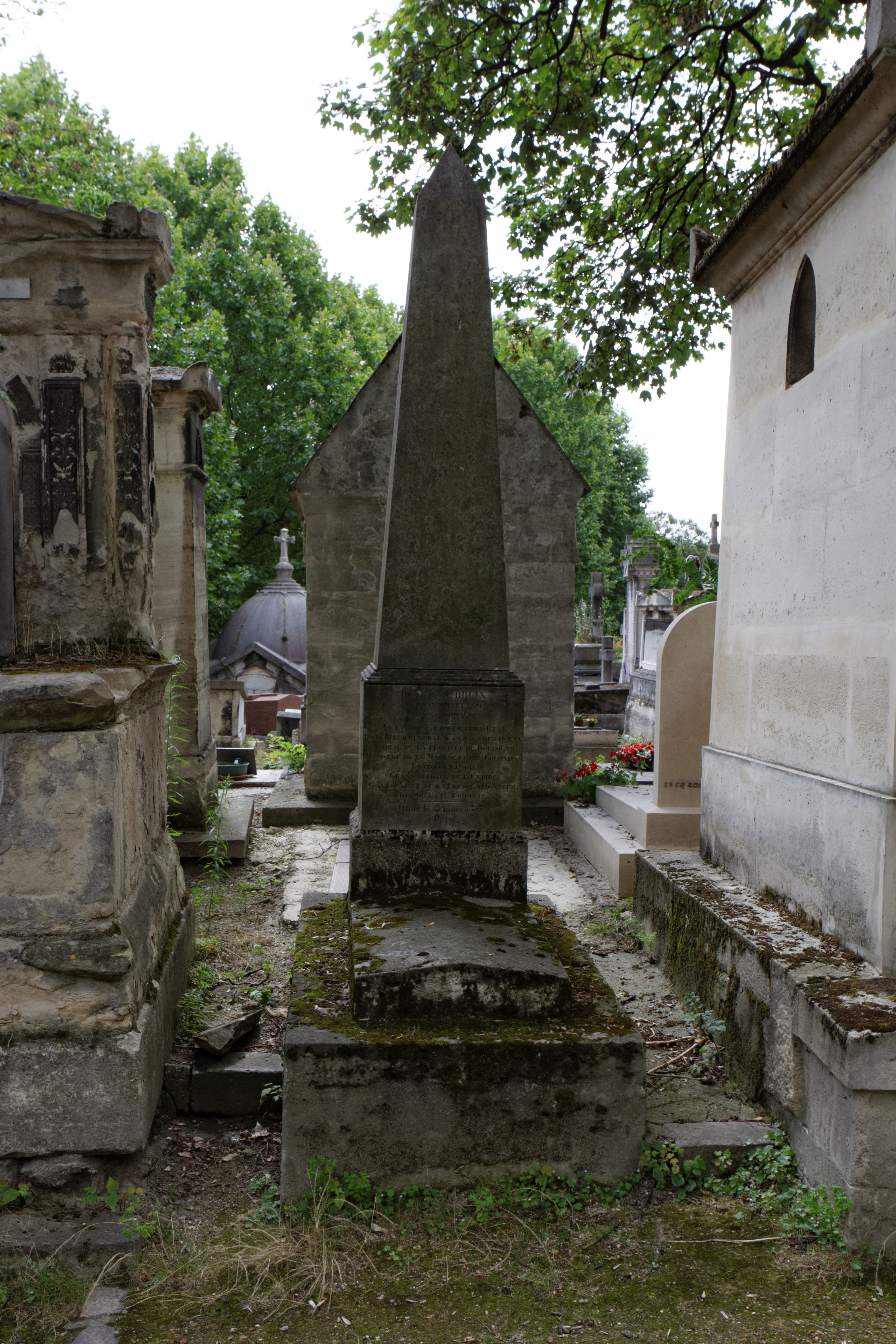
Bruix' Grabmal auf dem Friedhof Père-Lachaise

Als der Dritte Koalitionskrieg ausbrach, fasste Napoleon den Plan, England anzugreifen. Am 15. Juli 1803 übertrug er Bruix das Kommando über die Flotteneinheiten des Armeelagers in Boulogne, die die Truppen transportieren sollte. Als die Unternehmung letztlich scheiterte, kehrte er nach Paris zurück, wo er am 18. März 1805, kaum 45 Jahre alt, an Tuberkulose starb.
Ursprünglich auf dem alten Cimetière de Vaugirard in Paris beigesetzt, wurden seine sterblichen Überreste nach Père-Lachaise überführt. Bruix ruht dort in der 36. Division.
Der Boulevard de l’Amiral-Bruix in Paris, Teil der Boulevards des Maréchaux, ist nach ihm benannt.